# This Is It (serie de concerte)
This Is It a fost o serie planificată de concerte ale lui Michael Jackson, care a fost anunțată în 2009, cu câteva zile înaintea decesului interpretului. Acestea urmau să înceapă pe 13 iulie 2009 și să se încheie pe 6 martie 2010, dar concertele nu au mai avut loc niciodată, deoarece cântărețul a decedat pe 25 iunie 2009.